# Escuela de Medicina de Ponce

La Escuela de Medicina de Ponce (incorporada bajo como Ponce Medical School Foundation, Inc.) La Escuela de Medicina de Ponce, es una entidad sin fines de lucro acreditada por el Liason Committee of Medical Education (LCME), fundada en el 1977, y es una de las más prestigiosas escuelas de medicina con tradición hispana en el hemisferio occidental, reconocida por sucompromiso con la educación médica graduada. Además de su Programa de Educación Médica, la Escuela de Medicina de Ponce ofrece programas acreditados a nivel graduado en lassiguientes disciplinas: Psicología, Psicología Clínica, Ciencias Biomédicas, y un Programa de Maestría en Salud Pública. 
En abril de 2010, El Secretario de Salud, Lorenzo González Feliciano, felicitó a la Escuela de Medicina de Ponce y a su presidente, Joxel García, por recibir una asignación de $19,280,796 en fondos federales para establecer un Centro Regional que servirá a Puerto Rico y las Islas Vírgenes en el campo de la informática de salud.

## Centro Regional de la Escuela de Medicina de Ponce
La Escuela de Medicina de Ponce fue designada Centro Regional de Informática de Salud para Puerto Rico y las Islas Vírgenes bajo el programa federal “Health Information Technology Regional Extension Centers (RECs) “ 
Desde junio de 2010, el Centro Regional de la Escuela de Medicina de Ponce diseminará y propagará el conocimiento y el uso en el campo de la informática de la salud con el fin de aumentar la calidad, eficiencia, efectividad del cuidado y ofrecerá asistencia técnica para la implementación de récords electrónicos de salud para médicos primarios.

## Investigación
El Centro Nacional de Investigaciones Científicas otorgó una subvención de 12.2 millones a la Universidad de Florida y sus colaboradores entre los que figura la Escuela de Medicina de Ponce, además de Cornell University y Washington University en San Luis, entre otras. En los próximos dos años se implementará un nuevo tipo de interconexión entre las siete escuelas colaboradoras, que eventualmente conectará a los investigadores del país y el mundo con compañeros afines y potenciales colaboradores, lo que permitirá mejorar los estudios y forjar colaboraciones que podrían conducir a nuevos descubrimientos. Por la Escuela de Medicina de Ponce, el investigador participante es Richard Noel, profesor asociado del Departamento de Bioquímica. Actualmente la Escuela ha expandido sus ofrecimientos académicos en el área de la investigación en el control de plagas, programa que ha estado en constante desarrollo durante los últimos años. Este proyecto, el cual es dirigido por Abraham Soto, busca posicionar la Escuela dentro de los nuevos movimientos vanguardistas sobre la reducción de plagas urbanas de manera amigable con el ambiente. En la primera fase del proyecto, se busca establecer un mapa taxonómico de los organismos que afectan el casco urbano del Municipio Autónomo de Ponce, integrando los resultados de los estudios realizados por la oficina de Mayita Melédez, actual alcaldesa de la ciudad. La segunda fase, contemplaría la introducción de trampas con nuevos compuestos químicos no nocivos para el ambiente. Esta fase estaría bajo la supervisión de Christian Torres, egresado del programa de Salud Pública de la Escuela. Por último, la Escuela contempla la adquisición de nuevos equipos de rastreo subterráneos en el alcantarillado del casco de la ciudad, con miras a emular los modelos europeos de control de plagas. Con esto, se propone crear un precedente sobre la manera en que los municipios controlan las plagas urbanas. Este proyecto reduciría significativamente el número de mosquitos y ratones, con miras a reducir la incidencia de Dengue y Leptospirosis. 